# Hasbergen
Hasbergen är en kommun och ort i Landkreis Osnabrück i förbundslandet Niedersachsen i Tyskland.